# Ion Cornescu
Ion Cornescu (n. 1820 - d. 1890, București) a fost un politician, ministru în varii guverne și general român, parte a familiei nobile Cornescu.
Ion Cornescu a fost ministrul de război în primul dintre cele trei guverne conduse de Nicolae Kretzulescu și apoi în primul din cele cinci guverne conduse de Ion Ghica, ambele din București, realizate imediat după Unirea Mică din 5-24 ianuarie 1859.